# 单角蟹
单角蟹（学名：Menaethius monoceros）为蜘蛛蟹科单角蟹属的动物。分布于日本、夏威夷群岛、斐济、澳大利亚、泰国、印度、红海、毛里求斯、非洲东岸、台湾岛以及中国大陆的海南岛、西沙群岛等地，生活环境为海水，一般栖息于低潮线的水草间或岩石旁。